# Tančící dům
Tančící dům ("Det dansande huset") är det i folkmun vedertagna namnet på en byggnad i den tjeckiska huvudstaden Prag. Huset, som blev färdigt 1996, ritades av den Jugoslavienfödde tjecken Vlado Milunić i samarbete med Frank Gehry. De tidigare byggnaderna på platsen hade rasat under amerikansk flygbombning av Prag den 14 februari 1945.
När byggnaden stod färdig, skapade dess icke-traditionella utformning en kontrovers. Tjeckiens president Václav Havel var emellertid en av de positiva. Havel hoppades att Tančící dům skulle bli centrum för kulturella aktiviteter i staden.
Det egentliga namnet på byggnaden var Ginger och Fred (efter de berömda dansarna Ginger Rogers och Fred Astaire – huset påminner vagt om ett dansande par). Huset utmärker sig bland sådana omgivande byggnader i nybarock, nygotik, och jugend som i övrigt präglar Prag.
På taket finns en fransk restaurang och huset i övrigt inrymmer företagskontor, medan idén om att göra Tančící dům till ett kulturcenter inte genomfördes.